# 熊本空港カントリークラブ
熊本空港カントリークラブ（くまもとくうこうカントリークラブ）は、熊本県菊池郡菊陽町にあるメンバーシップ制のゴルフ場。

## 概要
- 1974年（昭和49）年開場。
- クラブハウスは名建築家として名高いアントニン・レーモンドの設計によるもので、クラブハウス内の照明はイサム・ノグチの作品が設置されている[1]。

## トーナメント開催情報
当カントリークラブにおけるプロゴルフツアー大会の初めての開催は1984年の九州オープン選手権（渋谷稔也が通算イーブンパー、288で優勝）。2年後の1986年には日本アマチュア選手権を開催（伊藤嘉浩が通算9オーバー、297で優勝）。そして、コースを一躍有名にしたのが1989年に開催された男子ゴルフの『三菱ギャラントーナメント』。狭いフェアウェイと深いラフ、更に、小さくかつ複雑な超高速グリーンに苦しみスコアを崩す選手が続出する中、尾崎健夫が通算4アンダー、284で大会初優勝を飾った。
日本女子プロゴルフ協会（JLPGA）ツアー大会としては1996年に再春館レディースが開始され、名称や大会スポンサーの変遷を経て2013年から現在のKKT杯バンテリンレディスオープンとして開催されている。

## アクセス

### 自家用車
九州自動車道/熊本インターチェンジより8km

### 電車ほか
- 電車 豊肥本線三里木駅・原水駅
  - ※当地へのバス路線は無い為、駅からのタクシー利用が一般的である。
- クラブバス　熊本空港間送迎可能
- タクシー　熊本駅から約40分 約5000円、熊本空港から5分